# Renault Type PG
Der Renault Type PG war ein Personenkraftwagenmodell der Zwischenkriegszeit von Renault. Er wurde auch 15 CV genannt.

## Beschreibung
Die nationale Zulassungsbehörde erteilte am 18. Juni 1926 seine Zulassung. Vorgänger waren Renault Type NE und Renault Type NO. 1927 folgte der Nachfolger Renault Vivasix, der den Typencode Type PG (PG1, PG2, PG3, PG4) übernahm.
Der wassergekühlte Sechszylindermotor mit 75 mm Bohrung und 120 mm Hub hatte 3181 cm³ Hubraum. Die Motorleistung wurde über eine Kardanwelle an die Hinterachse geleitet. Die Höchstgeschwindigkeit war je nach Übersetzung mit 51 km/h bis 66 km/h angegeben.
Bei einem Radstand von 356 cm war das Fahrzeug 470 cm lang und 170 cm breit. Der Wendekreis war mit 13 Metern angegeben. Das Fahrgestell wog 950 kg, das Komplettfahrzeug 1900 kg.
Das Fahrgestell kostete 35.000 Franc, ein fünfsitziger Tourenwagen 42.200 Franc, eine fünfsitzige Limousine 47.000 Franc und ein Roadster ebenfalls 47.000 Franc.
Der Renault Type PL stellte eine Variante mit längerem Radstand dar.